# Bożena Romanowska-Dixon
Bożena Anna Romanowska-Dixon (ur. 27 października 1955) – polska okulistka, profesor medycyny.

## Życiorys
Doktorat (1993) oraz habilitację (2004) obroniła w Collegium Medicum Uniwersytetu Jagiellońskiego. Od 2004 jest  kierownikiem Katedry Okulistyki CM UJ. Jest kierownikiem Oddziału Klinicznego Okulistyki i Onkologii Okulistycznej Szpitala Uniwersyteckiego w Krakowie. Od 2013 pełni funkcję wiceprezesa Polskiego Towarzystwa Okulistycznego. Członek komitetu redakcyjnego czasopisma naukowego Klinika Oczna (oficjalne pismo Polskiego Towarzystwa Okulistycznego). W 2011 otrzymała tytuł naukowy profesora. W kadencji 2012-2017 pełniła funkcję regionalnego reprezentanta Europy Wschodniej we władzach European Association for Vision and Eye Research z siedzibą w belgijskim Leuven. 
Swoje prace publikowała m.in. w "Graefe's Archive for Clinical and Experimental Ophthalmology", "Ophthalmology" oraz "Clinical Ophthalmology".